# Broken Bow (Nebraska)
Pour les articles homonymes, voir Broken Bow.
La ville de Broken Bow est le siège du comté de Custer, dans l’État du Nebraska, aux États-Unis. Sa population s’élevait à 3 491 habitants lors du recensement de 2000.